# Campeonato de los Cuatro Continentes de Patinaje Artístico sobre Hielo de 2012
El XIV Campeonato de los Cuatro Continentes de Patinaje Artístico sobre Hielo se celebró en Colorado Springs (Estados Unidos) entre el 7 y el 12 de febrero de 2012 bajo la organización de la Unión Internacional de Patinaje sobre Hielo (ISU) y la Asociación Estadounidense de Patinaje sobre Hielo.
Las competiciones se realizaron en la World Arena de la ciudad estadounidense.

## Resultados

### Masculino
| Puesto | Nombre            | País           | Puntos |
| ------ | ----------------- | -------------- | ------ |
| Oro    | Patrick Chan      | Canadá         | 273,94 |
| Plata  | Daisuke Takahashi | Japón          | 244,33 |
| Bronce | Ross Miner        | Estados Unidos | 223,23 |

### Femenino
| Puesto | Nombre         | País           | Puntos |
| ------ | -------------- | -------------- | ------ |
| Oro    | Ashley Wagner  | Estados Unidos | 192,41 |
| Plata  | Mao Asada      | Japón          | 188,62 |
| Bronce | Caroline Zhang | Estados Unidos | 176,18 |

### Parejas
| Puesto | Nombre                             | País           | Puntos |
| ------ | ---------------------------------- | -------------- | ------ |
| Oro    | Sui Wenjing / Han Cong             | China          | 201,83 |
| Plata  | Caydee Denney / John Goughlin      | Estados Unidos | 185,42 |
| Bronce | Mary Beth Marley / Rockne Brubaker | Estados Unidos | 178,89 |

### Danza en hielo
| Puesto | Nombre                       | País           | Puntos |
| ------ | ---------------------------- | -------------- | ------ |
| Oro    | Tessa Virtue / Scott Moir    | Canadá         | 182,84 |
| Plata  | Meryl Davis / Charlie White  | Estados Unidos | 179,40 |
| Bronce | Kaitlyn Weaver / Andrew Poje | Canadá         | 163,26 |

## Medallero
| Núm. | País           | Oro | Plata | Bronce | Total |
| ---- | -------------- | --- | ----- | ------ | ----- |
| 1    | Canadá         | 2   | 0     | 1      | 3     |
| 2    | Estados Unidos | 1   | 2     | 3      | 6     |
| 3    | China          | 1   | 0     | 0      | 1     |
| 4    | Japón          | 0   | 2     | 0      | 2     |
|      | TOTAL          | 4   | 4     | 4      | 12    |